# Lauzin
Pour les articles homonymes, voir Lauzin (homonymie).
Le Lauzin est un ruisseau du département de la Haute-Saône en région Bourgogne-Franche-Comté affluent rive droite de l'Ognon donc un sous-affluent du Rhône par la Saône.

## Géographie
La longueur de son cours d'eau est de 18,5 km.
Le Lauzin prend sa source sur la commune de Noroy-le-Bourg sous le nom de Ruisseau de la Prairie et s’écoule vers le nord sur 1 km environ puis il oblique vers l'est en entrant sur la commune de Liévans où il est rejoint par le ruisseau des Grands Prés en rive droite, puis par le ruisseau de la Prairie en rive gauche sur la commune de Mollans après avoir pris la direction du sud. Il continue ensuite plein sud, recevant les eaux du ruisseau de la Corvée d'Agrey sur la commune de Montjustin-et-Velotte, puis celles du ruisseau du Pré de la Croix sur la commune d'Oricourt et il se jette dans l'Ognon à proximité du  village de Moimay.

### Communes et cantons traversés
Dans le seul département de la Haute-Saône, le Lauzin traverse les dix communes suivantes, de l'amont vers l'aval :
Noroy-le-Bourg, Calmoutier, Liévans, Mollans, Montjustin-et-Velotte, Arpenans, Oricourt, Oppenans, Villersexel et Moimay.

### Bassin versant
Le Lauzin traverse une seule zone hydrographique :  L'Ognon du Rahin au Lauzin inclus (U103).

## Affluents

### Liste de l'amont vers l'aval
Le Lauzin a quatre affluents référencés dans la base SANDRE
- Le ruisseau des Grands Prés[2] (rd),
- Le ruisseau de la Prairie[3] (rg)
- Le ruisseau de la Corvée d'Agrey[4] (rd)
- Le ruisseau du Pré de la Croix[5] (rg)

### Rang de Strahler
Son rang de Strahler est donc de deux.

## Hydrologie
La Lauzin présente des fluctuations saisonnières de débit assez marquées.